# 凱爾基特
凱爾基特是土耳其的城鎮，由居米什哈內省負責管轄，位於該國西北部，面積1,438平方公里，海拔高度1,377米，每年平均降雨量460毫米，主要經濟活動是農業和畜牧業，2010年人口13,784。

## 外部連結
- District governor's official website（页面存档备份，存于） （土耳其文）
- District municipality's official website（页面存档备份，存于） （土耳其文）
- District directorate of agriculture's official website （土耳其文）
- Road map of Kelkit district

40°07′43″N 39°26′18″E / 40.12861°N 39.43833°E